# Gordiejewo (rejon gorodiecki)
Gordiejewo (ros. Гордеево) – wieś (dieriewnia) w Rosji, w obwodzie niżnonowogrodzkim, w rejonie gorodieckim. W 2021 liczyła 1 mieszkańca.